# 豚形半線脂鯉
豚形半線脂鯉，中文俗名螢火蟲燈，為輻鰭魚綱脂鯉目脂鯉亞目脂鯉科的其中一個種，為熱帶淡水魚，分布於南美洲亞馬遜河流域，體長可達4.4公分，棲息底中層水域，生活習性不明，可作為觀賞魚。

## 扩展阅读
- 維基物種上的相關：豚形半線脂鯉

1. ↑  R. Reis & F. Lima. . The IUCN Red List of Threatened Species (IUCN). 2009, 2009: e.T167683A6367318  [6 January 2018]. doi:10.2305/IUCN.UK.2009-2.RLTS.T167683A6367318.en. （原始内容存档于2018-06-02）.